# Stara Ves Košnička
 Stara Ves Košnička  falu Horvátországban Krapina-Zagorje megyében. Közigazgatásilag Desinićhez tartozik.

## Fekvése
Krapinától 20 km-re nyugatra,  községközpontjától 4 km-re nyugatra a Horvát Zagorje északnyugati részén fekszik.

## Története
A településnek 1857-ben 50, 1910-ben 89 lakosa volt. Trianonig Varasd vármegye Pregradai járásához tartozott. A településnek 2001-ben 22 lakosa volt.

## Külső hivatkozások
Desinić község hivatalos oldala